# Puck (Polônia)
Puckⓘ (em cassúbio: Pùck ou Pùckò; em alemão: Putzig) é um município localizado no norte da Polônia. Pertence à voivodia da Pomerânia, no condado de Puck, fazendo parte da aglomeração da Tricidade.
Situa-se em Cassúbia, na foz do rio Płutnica, na baía de Puck, na parte nordeste de Kępa Pucka, na costa de Gdańsk.
A cidade real estava localizada na segunda metade do século XVI no condado de Puck, na voivodia da Pomerânia. Entre 1975 e 1998, a cidade pertenceu administrativamente à voivodia de Gdańsk.
Estende-se por uma área de 16,9 km², com 10 419 habitantes, segundo o censo de 31 de dezembro de 2024, e era a vigésima cidade da voivodia da Pomerânia em termos de população.

## Estrutura da área

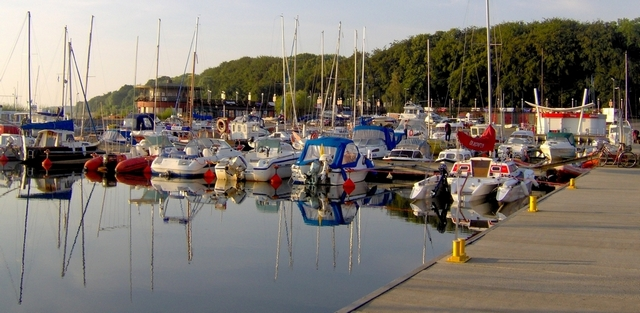
Marina em Puck

### Distritos
Oito distritos podem ser distinguidos em Puck:
- Centro (Cidade Velha) — com edifícios históricos,
- Conjunto habitacional Derdowskiego, Nowy Świat, Majkowskiego — várias casas multifamiliares estão localizadas aqui,
- Grodzisko — um novo distrito com desenvolvimento em andamento,
- Rozgard — parte litorânea da cidade parcialmente localizada na área do Parque Paisagístico à Beira-mar,
- Zamkowa — um distrito localizado à beira-mar, atualmente em modernização,
- Conjunto habitacional Eliza Orzeszkowa — casas unifamiliares, sendo atualmente ampliadas com casas geminadas
- Conjunto habitacional Artystów — casas unifamiliares,
- Conjunto habitacional Swarzewskie — casas unifamiliares, atualmente em desenvolvimento.

### Uso da terra
A cidade é responsável por 0,85% da área do condado de Puck.
Uso do solo em 2005:
| Área                              | em ha | em %  |
| Total                             | 490   | 100,0 |
| Terras agrícolas, das quais:      | 188   | 38,4  |
| terras cultiváveis                | 118   | 24,1  |
| hortas                            | 0     | 0,0   |
| prados                            | 59    | 12,0  |
| pastagens                         | 11    | 2,2   |
| Florestas e áreas florestais      | 3     | 0,6   |
| Outros terrenos e áreas devolutas | 299   | 61,0  |

## Demografia
Conforme os dados do Escritório Central de Estatística da Polônia (GUS) de 31 de dezembro de 2024, Puck é uma cidade pequena com uma população de 10 419 habitantes (20.º lugar na voivodia da Pomerânia e 378.º na Polônia), tem uma área de 16,9 km² (18.º lugar na voivodia da Pomerânia e 377.º lugar na Polônia) e uma densidade populacional de 615 hab./km² (32.º lugar na voivodia da Pomerânia e 518.º lugar na Polônia). Entre 2002–2024, o número de habitantes diminuiu 8,1%.
Os habitantes de Puck constituem cerca de 11,31% da população do condado de Puck, constituindo 0,44%% da população da voivodia da Pomerânia.
| Descrição                         | Total      | Total    | Mulheres   | Mulheres | Homens     | Homens   |
| --------------------------------- | ---------- | -------- | ---------- | -------- | ---------- | -------- |
| unidade                           | habitantes | %        | habitantes | %        | habitantes | %        |
| população                         | 10 419     | 100      | 5 487      | 52,7     | 4 932      | 47,3     |
| área                              | 16,9 km²   | 16,9 km² | 16,9 km²   | 16,9 km² | 16,9 km²   | 16,9 km² |
| densidade populacional (hab./km²) | 615        | 615      | 324,1      | 324,1    | 290,9      | 290,9    |

## Toponímia
O nome da cidade é de origem topográfica, formado a partir do nome do rio Płutnica, que foi registrado como Pulnitza (1285), Putnicza (1342), Plutnica (1627), entre outros; o nome do rio pode ser derivado da palavra em polonês puta que significa poça de água, ou da palavra pula que significa genitália feminina. O formante hidrônico -nica foi subtraído do nome do rio e o formante -sk(o) foi adicionado. O registro mais antigo do nome Puck data de 1215 na forma Puyczk e Pulzk. No século XIII, os registros eram usados na forma: Puzk, Pulzig, Putzik, Puczsko, enquanto no século XIV surgiram as formas Puwczig, Putzk. A grafia na forma Puck apareceu em 1457, e na forma Pucko em 1565.

## História

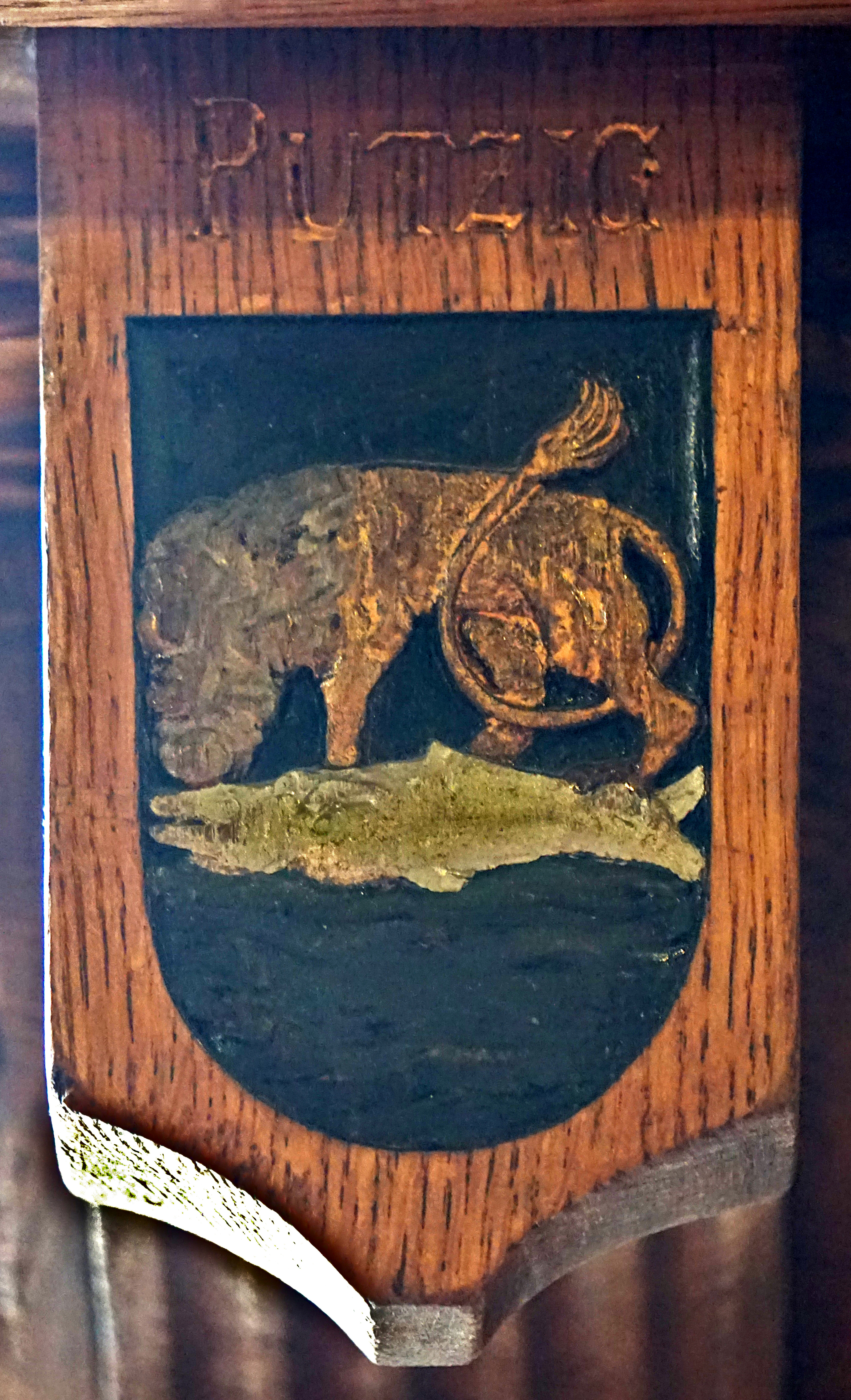
Brasão de armas de Puck no salão plenário da antiga prefeitura de Gdansk

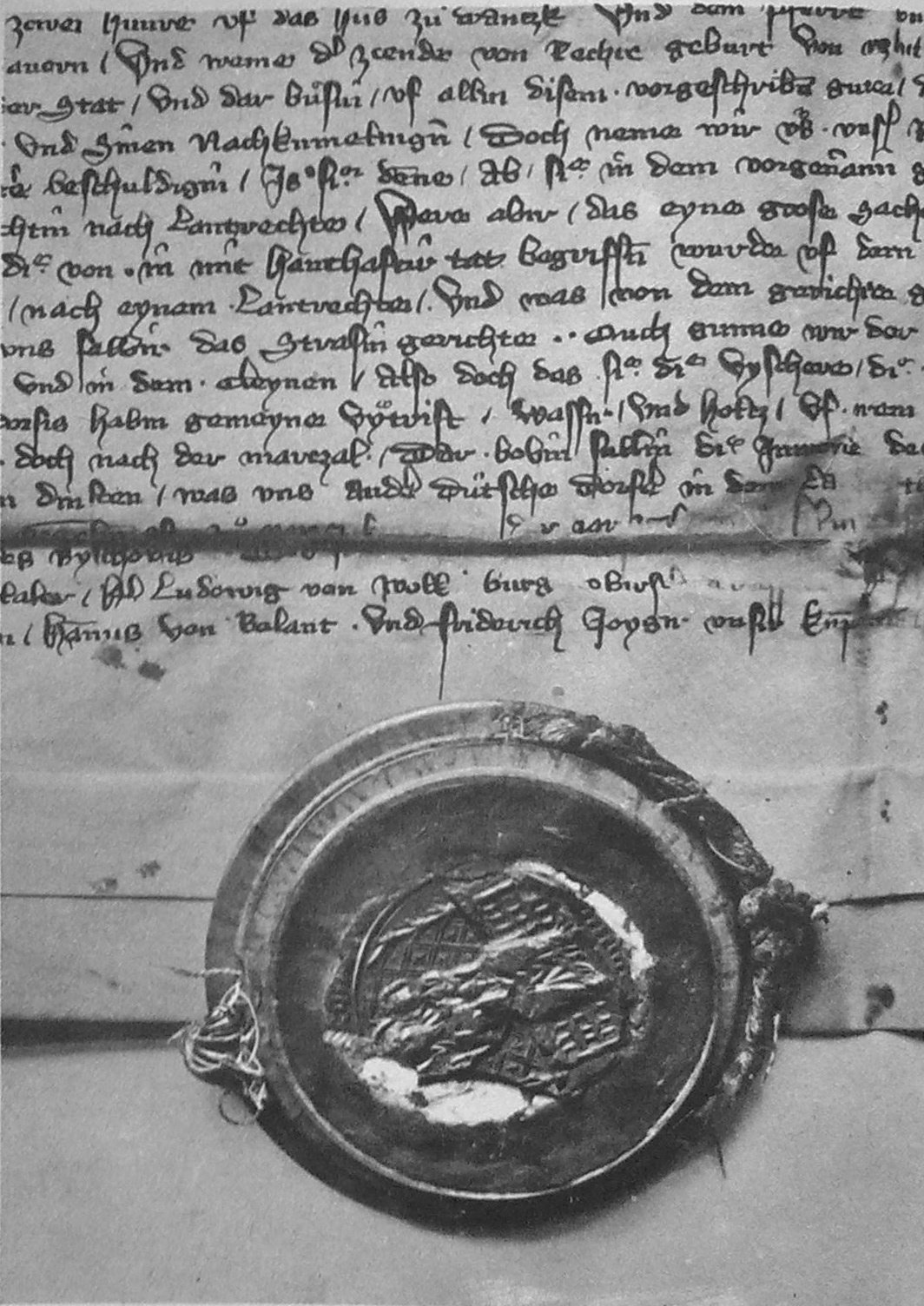
Privilégio de fundação de Puck de 1348

As origens do assentamento remontam aos séculos III e IV d.C., quando havia um assentamento à beira-mar. No século IX, um porto foi construído aqui. Na segunda metade do século XIII, havia um castro de castelão dos duques da Pomerânia Oriental em Puck. A partir de 1309, sob o domínio dos Cavaleiros Teutônicos, foram concedidos os direitos de cidade de Chełmno pelas mãos do Grão-mestre teutônico Heinrich Dusemer em 1348. Como parte da incorporação da cidade, foram feitas fortificações de terra e uma paliçada em suas fronteiras, substituídas por uma muralha defensiva no final do século XIV, e demarcados lotes de terra, que foram gradualmente construídos, uma rede de ruas e uma praça principal.
Em 1440, a cidade aderiu à Confederação Prussiana, uma aliança contra os cavaleiros teutônicos, e, a pedido desta, em 1454, o rei Casimiro IV Jagelão anunciou a incorporação da região à Coroa do Reino da Polônia. Durante a Guerra dos Treze Anos (1454–1466), os burgueses de Puck ficaram do lado da Polônia. Em 1457, o rei sueco exilado Carlos VIII encontrou refúgio em Puck. Em troca de 15 mil marcos prussianos, ele recebeu a Terra de Puck (980 km²) como penhor de Casimiro IV Jagelão. Em 1460, Puck foi capturada pelos Cavaleiros Teutônicos, e o rei sueco fugiu para Gdansk, enquanto em 1464 o exército de Gdansk sitiou a cidade por 5 meses, forçando finalmente a rendição da guarnição teutônica.
Em 1466, Puck foi incorporada à Prússia Real polonesa — uma parte autônoma do Reino da Polônia, que fazia parte da Coroa do Reino da Polônia desde 1569 (anteriormente, estava sujeita a ela de forma autônoma). A sede do condado, o local dos tribunais municipais da nobreza e dos sejmiks. Durante os reinados de Sigismundo Augusto, Batory e Ladislau IV Vasa, uma fortaleza e, periodicamente, uma base para a frota polonesa. Foi o primeiro porto de guerra polonês.
A família Kostka, do brasão de Dąbrowa, cujos dois representantes eram starostas dessa cidade, está associada a Puck: Stanisław Kostka, nos anos de 1546 a 1554, e seu filho Jan Kostka, nos anos de 1554 a 1581. Sob o governo de Jan Kostka, iniciou-se um período de prosperidade para a cidade, que continuou durante o governo de seus sucessores e descrito por Domańska como a era de ouro da cidade. As receitas provinham tanto do serviço da frota de corsários quanto do comércio e do artesanato, especialmente da construção de barcos e de outros relacionados ao trabalho com madeira, couro e têxteis, além da produção de cerveja. A pesca era importante.
Na segunda metade do século XVII, a cidade entrou em declínio devido à destruição durante o Dilúvio Sueco, às ações discriminatórias de Gdansk que restringiam o comércio em Puck e à concorrência da vizinha Wejherowo. As guerras subsequentes na primeira metade do século XVIII exacerbaram o declínio da cidade. Após a Primeira Partição da Polônia em 1772, ela foi incorporada ao Estado prussiano de Frederico, o Grande, como parte da partição prussiana. Sob o domínio prussiano, Puck foi consideravelmente germanizada. Em 1892, de uma população total de 1 864 habitantes, havia 904 alemães (48,5%), 869 cassúbios (46,6%), 64 judeus (3,4%), 25 poloneses (1,3%) e 2 pessoas de outras nacionalidades. Em termos religiosos, predominavam os católicos. Eles representavam 72% da população. De forma bastante incomum, os católicos também predominavam entre a população alemã (504 católicos e 402 evangélicos). Em 1921, como resultado da emigração do pós-guerra, a proporção de alemães havia caído para 20% da população e, dez anos depois, para 13%. Em 1818, a cidade tornou-se parte do condado de Wejherowo, na regência de Gdansk. Em 1887, um novo distrito foi criado e sua sede passou a ser Puck. Após um longo período de estagnação, ou mesmo regressão, cujo apogeu foi no final da primeira metade do século XIX, o crescimento econômico e de investimentos da cidade começou na década de 1870. O investimento em infraestrutura de transporte teve um papel importante nesse processo, o que incentivou o desenvolvimento da indústria, do comércio e do turismo. Nas décadas de 1870 e 1880, foram construídas seções de estradas de paralelepípedos que ligavam Puck às rodovias para Gdansk e Słupsk e, em 1899, foi criada uma conexão ferroviária entre a cidade e a linha Gdansk-Szczecin e, na virada do século XIX para o século XX, foi construída uma estação ferroviária. Além disso, de 1879 até o final do século, o porto de Puck foi reconstruído e uma hidrovia foi construída para permitir a entrada de navios com maior calado da Baía de Gdansk, e uma conexão marítima regular com Gdansk foi inaugurada. Também foram feitos investimentos em turismo: em 1884, foi inaugurada a Casa de Cura, com um parque, nesses anos, dois hotéis foram construídos e instalações de restaurantes foram montadas. Na última década do século XIX, às fábricas de tijolos e à cervejaria da cidade preexistentes, juntaram-se um laticínio, uma serraria e um moinho, ambos com motores a vapor, e uma fábrica de máquinas de cereais com uma fundição de ferro; outro moinho e uma serraria foram construídos na década seguinte. Em 1911, uma base militar para hidroaviões e dirigíveis foi instalada na orla marítima. Na virada do século XX, houve a expansão da cidade com novos conjuntos habitacionais e ruas e a pavimentação de ruas, que continuou com intensidade considerável até 1927. Em contrapartida, os programas de construção de eletrificação e abastecimento de água fracassaram por motivos financeiros. Foram construídos novos prédios escolares, um hospital, uma prefeitura neogótica e um pequeno píer para caminhadas. Na época, a cerveja Puck, famosa em toda a Pomerânia, era produzida aqui.
Nas primeiras semanas de 1920. Puck tornou-se parte da Polônia. Em 10 de fevereiro de 1920, o chamado “casamento da Polônia com o mar” ocorreu aqui com a participação do general Józef Haller, lançando um sinete de platina na Baía de Puck.
Em outubro de 1920, começou a formação do Regimento de Artilharia Costeira, mas ele foi dissolvido no início de 1922. Em 1 de julho de 1920, uma Base Aérea dos Fuzileiros Navais foi instalada em Puck — a primeira unidade da aviação naval polonesa, cuja unidade, sob vários nomes (o mais longo como Esquadrão Aéreo dos Fuzileiros Navais), ficou estacionada na cidade até setembro de 1939, quando Puck foi guarnecida. Um Posto da Gendarmaria de Puck funcionou no esquadrão no final da década de 1930. Em 15 de agosto de 1922, durante a comemoração do segundo aniversário do “Milagre no Vístula”, ocorreu um trágico bombardeio equivocado do público.

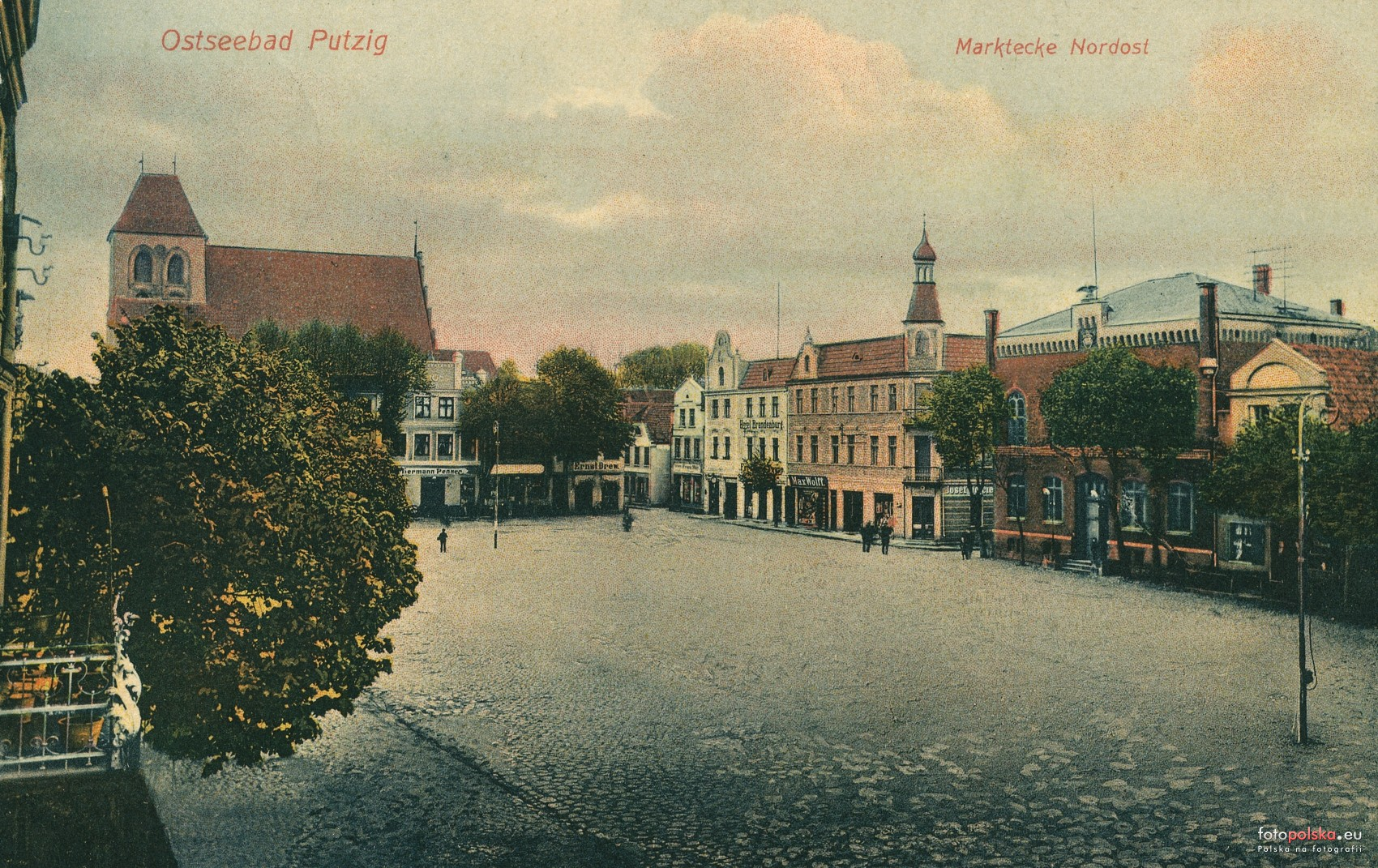
Puck em 1909

Até 1926, Puck e Hel eram os únicos portos poloneses no mar (além disso, a Polônia cogerenciava o porto de Gdansk, que, no entanto, ficava fora de suas fronteiras). Em 1 de janeiro de 1927, o condado de Puck foi abolido, incorporando a cidade e seus arredores ao recém-criado condado marítimo com sede em Gdynia.
Em 9 de março de 1937, Jan Szkuta, o prefeito comissionado de Puck desde 1935, cometeu suicídio em Varsóvia.
No outono de 1937, o Batalhão de Defesa Nacional Cassúbio foi formado em Puck.
A Campanha de Setembro em Puck começou na manhã de 1 de setembro com o bombardeio da base do Esquadrão Aéreo da Marinha pela Força Aérea Alemã (seu comandante Edward Szystowski foi morto), além do porto e da estação ferroviária. Até 8 de setembro, a cidade estava nas mãos dos poloneses, mas nesse dia foi ocupada pela Wehrmacht. Os ocupantes realizaram uma série de execuções da intelligentsia polonesa e de alguns soldados do Esquadrão Aéreo da Marinha naquele mês e no mês seguinte. Entre 1941 e 1944, havia um campo de trabalho aqui, onde os prisioneiros produziam peças de aeronaves. A cidade foi finalmente capturada em 12 de março de 1945 por unidades do 19.º Exército e do 11.º Corpo Blindado de Guardas da Segunda Frente Bielorrussa.
Em 1954, o condado de Puck foi reativado,, existiu até 1975 e restabelecido em 1999.
Em 1 de outubro de 2017, foi lançado o transporte público em Puck, operado pela PKS Gdynia. Uma linha é operada, funcionando de segunda a sábado.

## Turismo

### Monumentos históricos

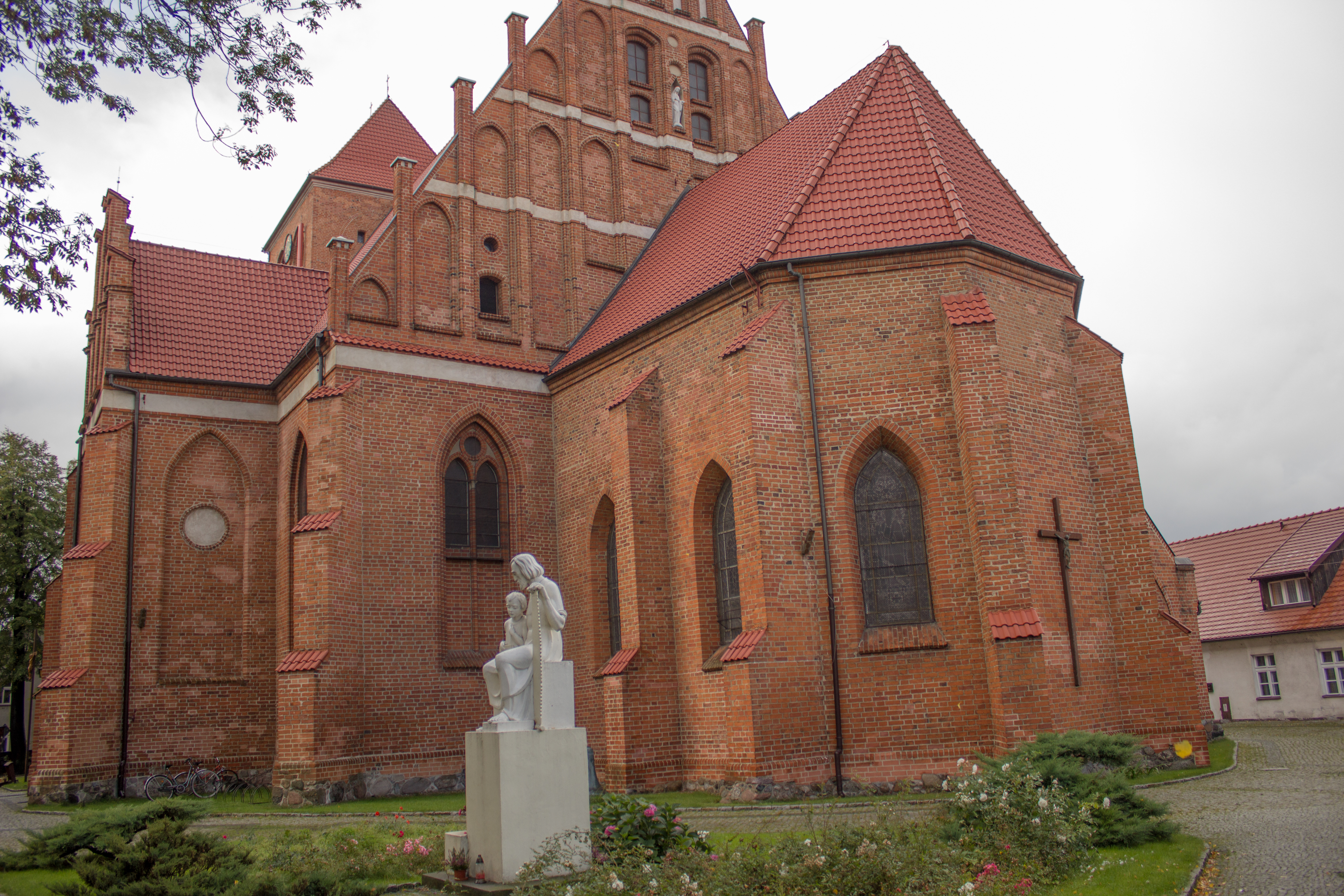
Igreja paroquial gótica de São Pedro e São Paulo em Puck

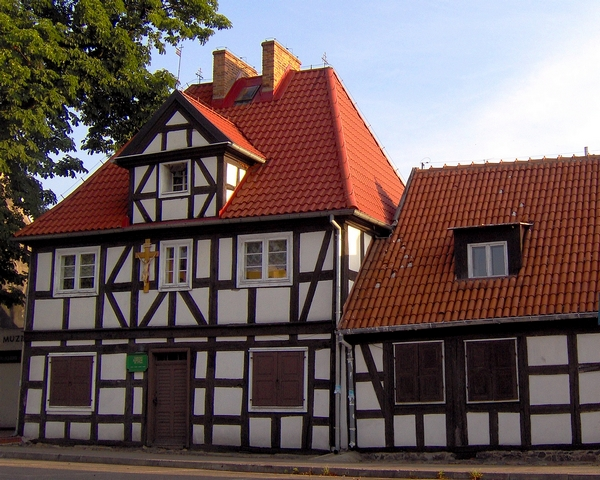
Hospital em estilo enxaimel para os pobres do século XVIII, agora uma filial do Museu Florian Ceynowy da Terra de Puck

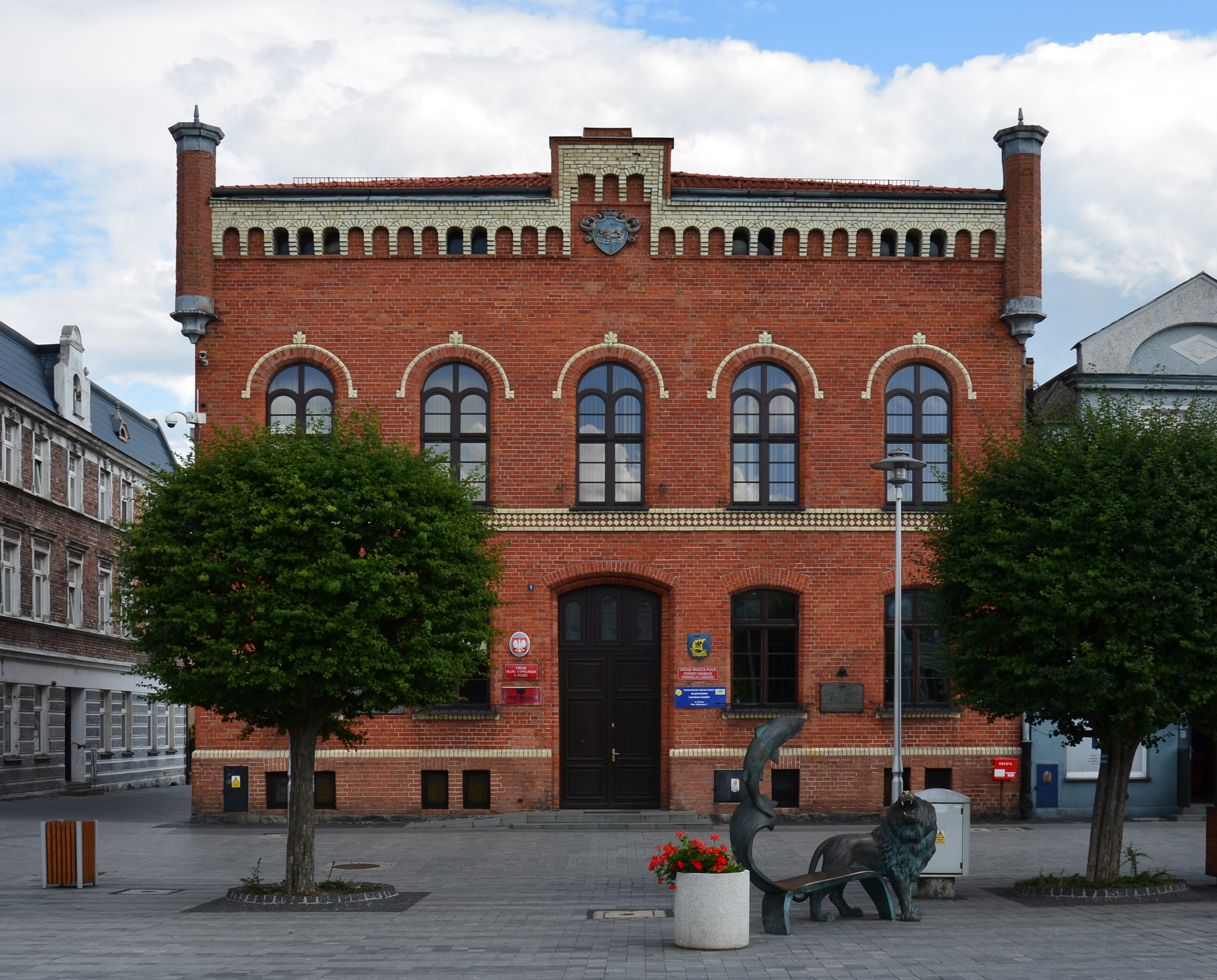
Prefeitura neogótica do século XIX

- Igreja paroquial gótica de São Pedro e São Paulo, do século XIII, com uma capela fundada pela família Wejher
- Hospital barroco (de madeira) de cerca de 1720, que abriga uma filial do Museu Florian Ceynowa da Terra de Puck
- Antigo convento da Ordem das Irmãs do Sagrado Coração
- Casas históricas de meados dos séculos XVIII e XIX
- Restos (fragmentos de fundações) de um castelo teutônico medieval, no local onde a igreja evangélica da Santíssima Trindade (demolida) foi construída entre 1845 e 1956[61]
- Prefeitura neogótica de 1865
- Casa modernista da década de 1930, rua Męczenników Piaśnicy, 5
- Casa modernista da década de 1930, rua Meczenników Piaśnicy, 9
- Residência e drogaria “Kaszubianka” do século XIX, praça Wolności, 22
- Hotel Kashubian do século XIX, praça Wolności, 21
- Zajazd Pod Lwem do século XIX, praça Wolności, 17
- Agência dos Correios modernista da década de 1930, rua Morskiego Dywizjonu Lotniczego, 11.

### Memoriais e monumentos
- Monumento a Antoni Abraham
- Monumento ao general Józef Haller
- Banco de Mariusz Zaruski
- Banco do brasão de Puck
- Banco do corsário de Puck

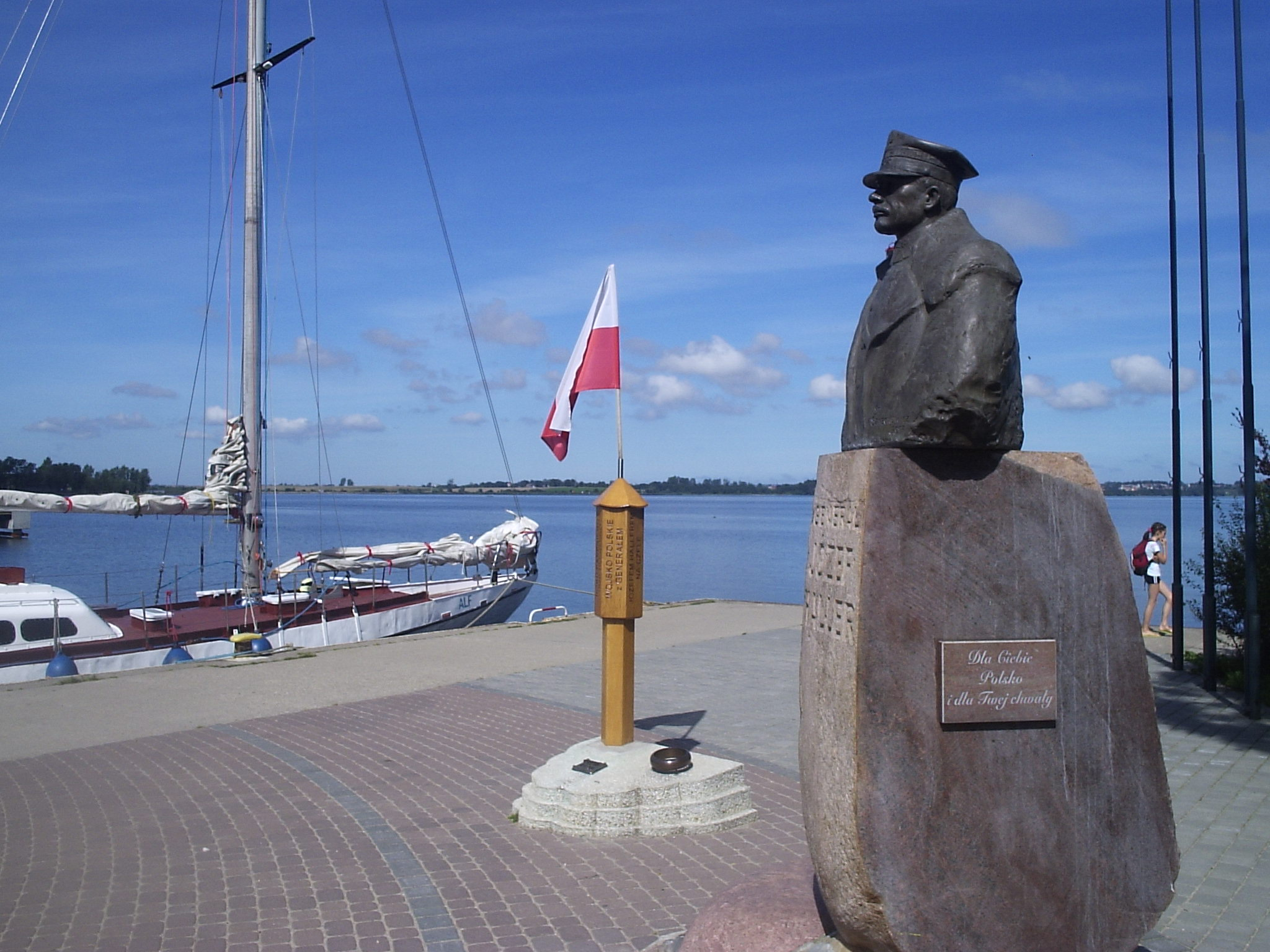
Monumento ao general Józef Haller

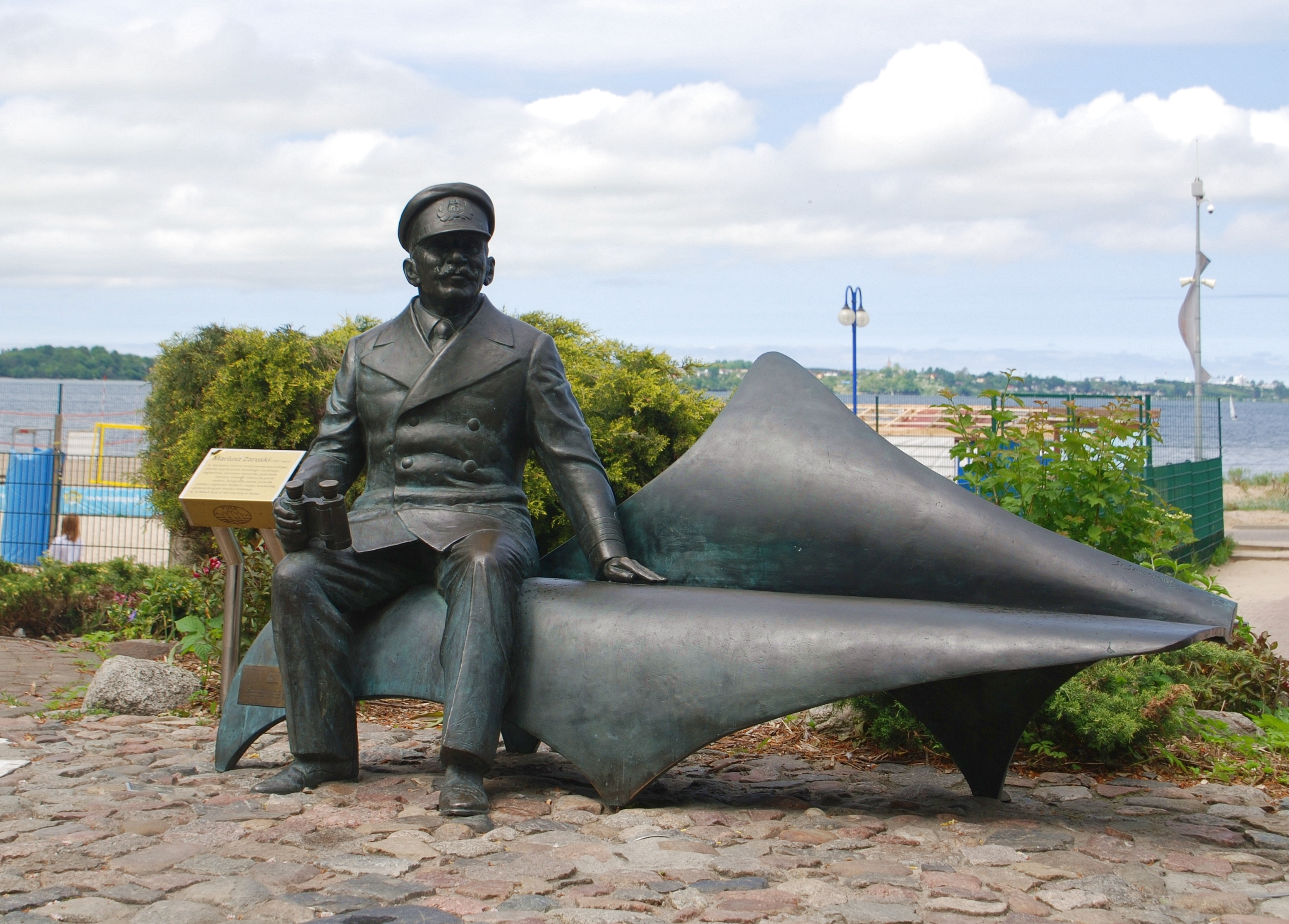
Monumento (banco) a Mariusz Zaruski

- Mastro de casamento erguido para comemorar o casamento da Polônia com o mar
- Monumento à Irmandade de Armas
- Placa memorial ao Beato Władysław Miegon
- Monumento aos aviadores mortos do Esquadrão Aéreo Naval
- Memoriais para as vítimas da Segunda Guerra Mundial

### Atrações turísticas
- Porto e píer de Puck
- Praias vigiadas
- Cruzeiros na Baía de Puck
- Festivais de verão na praia

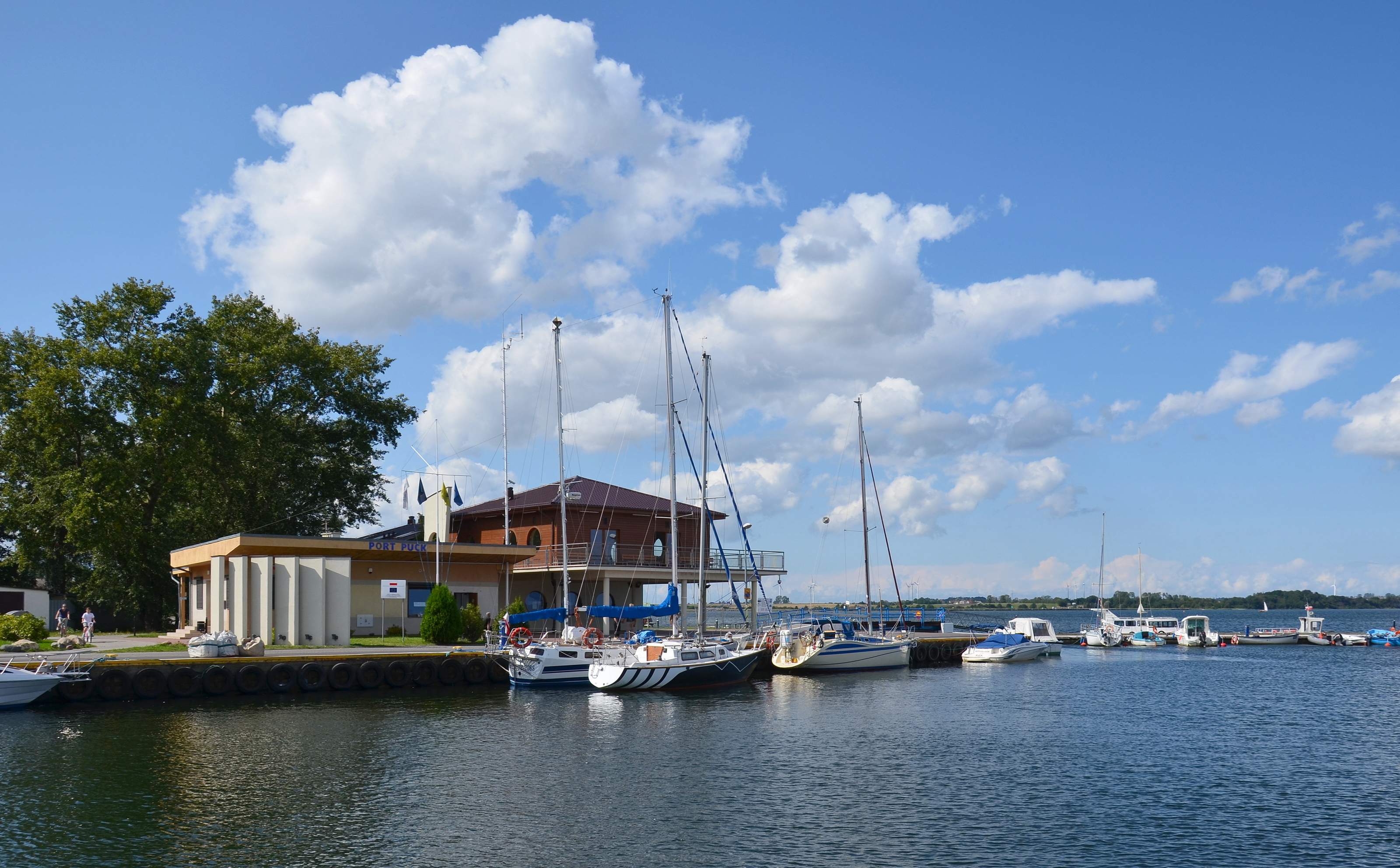
Porto de Puck

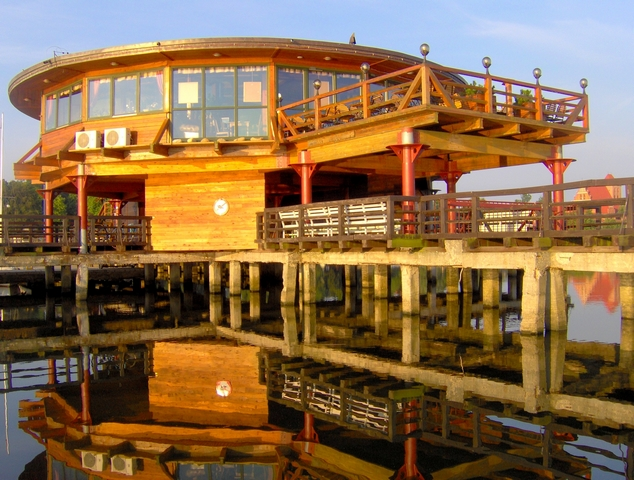
Restaurante no píer em Puck

- Doze Apóstolos — um monumento de natureza inanimada à beira-mar, constituindo um grupo de pedras irregulares (a maior com uma circunferência de 7,5 m, altura de 1,6 m)
- Museu Florian Ceynowa da Terra de Puck
- Museu Florian Ceynowa da Terra de Puck
- Fábrica de vidro PuckGlas[62]

### Trilhas de turismo

#### Caminhadas
- Trilha azul de 33 quilômetros de Puck a Wejherowo. Ela segue ao longo da borda de Kępa Pucka, um pequeno planalto, passando por Rzucewo e Mrzezino até as florestas de Wejherowo, até o sacro monte.
- Trilha preta de Puck a Krokowa.
- Trilha amarela de Puck a Władysławowo pelo parque paisagístico Nadmorski.

#### Ciclismo
- Ciclovia ao longo da costa da Baía de Puck, passando por cidades litorâneas, até Hel.

#### Automobilística
- Trilha amarela, “Trilha Marítima” — a trilha tem 57 km de extensão e vai de Reda a Puck, cidades na Baía de Puck até Hel.
- Trilha vermelha, “Trilha Cassúbia” — a trilha tem 78 km de extensão e vai do vilarejo de Wielka Piaśnica, passando pela Pequena Tricidade da Cassúbia, Rzucewo, Puck, Mechowo até Krokowa.
- Trilha azul, “Trilha Litorânea” — a trilha tem 65 km de extensão e vai de Reda a Puck, Rozewie, Jastrzębia Góra, Karwia e Krokowa, voltando a Reda.

#### Aquática
- Trilhas de iatismo de Puck para uma cidade escolhida na península de Hel ou na Tricidade.

## Esporte e lazer

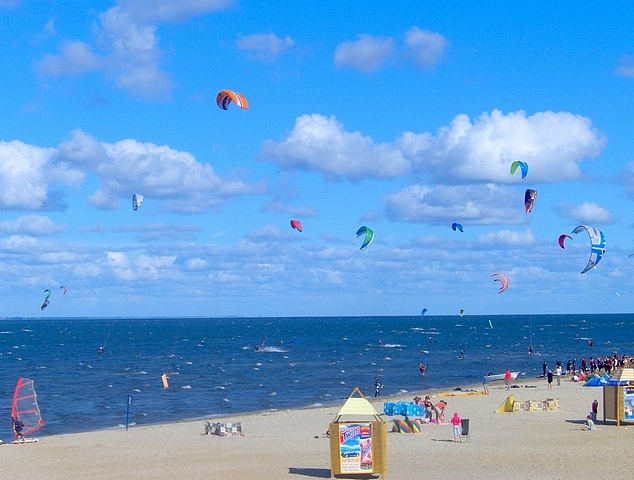
Kitesurfistas na praia em Puck

Os entusiastas da navegação à vela, do windsurfe e de outros esportes aquáticos têm a oportunidade de aproveitar a Baía de Puck. Campeonatos europeus e mundiais em várias classes de vela e windsurfe são realizados lá todos os anos. Há um estádio com uma superfície de tartã na baía. A Meia Maratona da Região de Puck é realizada regularmente em Puck. Há boas condições para o vôlei de praia aqui. Ao lado do píer em Puck, há uma instalação cercada que abriga três quadras de vôlei de praia. Pode-se praticar ciclismo (o Tour de Pologne já passou por Puck várias vezes seguidas).

### Instalações esportivas
- Centro Municipal de Cultura, Esportes e Recreação (ginásio de esportes, pista de boliche, academia e campo de tiro), rua Lipowa, 3c)
- Estádio municipal de 1968, modernizado em 2009, com 636 assentos, utilizado pelo UKS Zatoka 95 Puck.[63]
- Campo de futebol de praia perto do píer, rua Żeglarzy
- Centro de Escoteiros do Mar — marina de navegação à vela, rua Żeglarzy 1
- Escola de windsurfe na praia
- Quadras de tênis na Escola Primária de Puck, rua Przebendowskiego, 27
- Campo de grama artificial no Hotel Delfin e no Centro Municipal de Esportes e Recreação, rua Lipowa
- Parque infantil com uma superfície artificial para futebol, handebol, tênis e basquete no Orlik da escola primária Puck
- Skate Park Puck rua Nowy Świat, 12

### Quadras de esportes nas escolas
- Escola primária Mariusz Zaruski, rua Przebendowskiego, 27 e rua Nowy Świat, 12
- Escola de ensino médio n.º 1 Stefan Żeromski, rua Morskiego Dywizjonu Lotniczego, 18
- Complexo da escola secundária Bohaterów Helu, rua Kolejowa, 7
- Escola especial e centro educacional, rua Zamkowa, 5

### Clubes esportivos
- Lekkoatletyczny Klub Sportowy Ziemi Puckiej, rua Lipowa 3c
- Międzyszkolny Klub Sportowy Korab, rua Lipowa 3a
- Uczniowski Klub Sportowy Zatoka 95 Puck, rua Przebendowskiego 27
- Klub Strzelecki Grot, rua Lipowa 3a
- Klub Sportowy Zatoka Puck – seção de boliche clássico, rua Lipowa 3a
- Gminne Zrzeszenie Ludowe Zespoły Sportowe OKSiT Gmina Puck, rua Lipowa 3a
- Klub Szermierczy, rua Lipowa 3a
- Klub wietnamskiej sztuki walki VoQuyen, rua Kolejowa 7
- Klub Taichi, rua Kolejowa 7
- Klub systemu samoobrony ESDS – Explosive Self Defence, rua Kolejowa 7

## Educação
- - Escolas:
  - Escola de ensino fundamental Mariusz Zaruski[64]  (dois prédios)
  - Escola de ensino fundamental padre Jan Kaczkowski[65]
  - Primeira escola secundária geral Stefan Żeromski[66]
  - Centro de Educação Profissional e Continuada do Condado de Puck[67]
  - Escola secundária Maciej Płażyński[68]
  - Escola secundária Maciej Płażyński de Tecnologia da Informação[69]
  - Escola de ensino fundamental de música e centro de balé Stanisław Moniuszko[70]
  - Escola Especial e Centro Educacional[71]
- Pré-escolas:
  - Jardim de infância “Grzybek”[72]
  - Jardim de infância Jan Brzechwa[73]
  - Jardim de infância “Pod Tęczą”[74]
  - Jardim de infância “Mar Pequeno”[75]
  - Jardim de infância do governo local[76]

## Comunidades religiosas
- Igreja Católica de Rito Latino:
  - Paróquia de São Pedro e São Paulo[77]
  - Paróquia de Santa Faustina Kowalska[78]
- Testemunhas de Jeová:
  - Igreja de Puck-Wladyslawowo (Salão do Reino: Władysławowo, rua J. Porazińskiej, 1c)

## Comunas vizinhas
A cidade faz fronteira com a comuna rural de Puck. Ao norte e nordeste, a cidade é adjacente à Baía de Puck.

## Puck na cultura
Puck ficou famosa por uma canção interpretada por Krystyna Prońko, “Ballada o Pucku”. O texto foi escrito por Marek Gast, enquanto a melodia foi composta por Jacek Mikuła.